# Bill Toomey
Bill Toomey (eigentlich William Anthony Toomey; * 10. Januar 1939 in Philadelphia) ist ein ehemaliger US-amerikanischer Leichtathlet und Olympiasieger im Zehnkampf.
Er begann seine Karriere im Fünfkampf und wurde in dieser Disziplin viermal nationaler Meister (1960, 1961, 1963, 1964). 1964 verpasste er im Zehnkampf bei den US-Ausscheidungskämpfen als Vierter knapp die Teilnahme an den Olympischen Spielen in Tokio.
Ebenfalls im Zehnkampf siegte er bei der Universiade 1965 sowie bei den Panamerikanischen Spielen in Winnipeg und errang fünf US-Titel in Folge (1965–1969).
Bei den Olympischen Spielen 1968 in Mexiko-Stadt siegte er vor den beiden Deutschen Hans-Joachim Walde und Kurt Bendlin. Seine bei diesem Anlass erzielte Zeit im 400-Meter-Lauf von 45,6 s galt bis 2015 als inoffizieller Weltrekord für Zehnkämpfer. Zum Abschluss seiner Karriere stellte er am 11. Dezember 1969 in Santa Barbara mit 8417 Punkten einen Weltrekord im Zehnkampf auf.
Nach seiner sportlichen Karriere wurde er Geschäftsmann und engagierte sich in verschiedenen Positionen für die olympische Bewegung. 1969 heiratete er die britische Weitspringerin Mary Rand; die Ehe wurde 1992 geschieden.